# Cryptonevra truncaticornis
Cryptonevra truncaticornis är en tvåvingeart som först beskrevs av Frey 1945.  Cryptonevra truncaticornis ingår i släktet Cryptonevra och familjen fritflugor. Inga underarter finns listade i Catalogue of Life.